# Eccidio di Guardistallo
L'eccidio di Guardistallo fu un crimine commesso contro civili toscani da parte della quarta compagnia della 19ª divisione da campo della Luftwaffe, il 29 giugno 1944, ed è stata una delle tante stragi di civili commesse dai tedeschi, in tutta la Toscana, nell'estate del 1944.

## Cronaca
Nell'ultima fase della seconda guerra mondiale, l'occupazione dell'Italia da parte delle truppe naziste, tra il 1943 e il 1945, ha provocato più di 10.000 vittime tra i civili. La Toscana, con circa 4.500 vittime, è stato uno dei territori maggiormente colpiti dai tedeschi. In pochi mesi le stragi nazifasciste furono più di 280, interessando 83 comuni. Guardistallo, paese di pochi abitanti nel pisano, è stata una tappa delle truppe tedesche, insieme a Montescudaio, Casale Marittimo, Cecina ed altri piccoli paesi o borghi dell'alta e bassa Val di Cecina.
La notte fra il 28 e il 29 giugno 1944 le truppe partigiane della formazione “Otello Gattoli” formata dalla maggior parte da abitanti di Guardistallo e Montescudaio, durante uno spostamento dalla propria base verso l'occupazione di Casale Marittimo, si incontrò con un gruppo di soldati tedeschi che si stavano ritirando. Ne nacque un conflitto a fuoco, causato da un partigiano che, dopo essere stato individuato, aprì il fuoco. Nello scontro vennero uccisi e catturati alcuni partigiani e venne ucciso un ufficiale tedesco. I partigiani però, vista la netta preponderanza tedesca, si dileguarono nelle foreste adiacenti alla strada che collega Guardistallo a Cecina. I tedeschi allora decisero di rastrellare tutte le case e i poderi circostanti, sgomberando le abitazioni con raffiche di mitragliatrici e bombe a mano. Catturati civili e contadini, insieme a partigiani, i tedeschi li divisero in gruppi di uomini e donne e fecero scavare la fossa dai partigiani catturati durante il conflitto a fuoco e li fucilarono per primi. Di seguito vennero fucilati 46 civili.
Mentre venivano sgomberati altri poderi nelle vicinanze fu avvertito della strage il parroco del paese, Don Mazzetto Rafanelli, che si recò subito al podere dove erano stati raggruppati diversi abitanti del paese e partigiani. Quando vi arrivò trovò i soldati tedeschi e una donna priva ormai di vita. Da qui iniziò una serrata trattativa per liberare un'altra trentina di civili e partigiani, tra il parroco e un ufficiale tedesco, che invece chiedeva in consegna altri partigiani della zona. Il compromesso fu che il parroco doveva recarsi al paese e avvertire tutti gli abitanti e i partigiani di concedere ai tedeschi una ritirata tranquilla, senza ulteriori agguati. Eseguite le richieste dell'ufficiale tedesco il parroco tornò al podere e chiese la libertà degli ultimi rimasti, ma riuscì ad ottenere solo la liberazione di una parte di civili, mentre altri avrebbero dovuto aspettare il mattino seguente per la liberazione, come azione precauzionale in vista di ulteriori agguati partigiani.
Liberati gli ultimi partigiani, la notizia del massacro arrivò anche in paese e soprattutto arrivarono gli Alleati, il 30 giugno 1944. In paese cominciò a circolare la voce che qualcosa di brutto era successo nella notte del 28 giugno. La conferma venne data dall'arrivo in paese dei civili e dei partigiani liberati dalle truppe tedesche. I superstiti decisero allora di tornare nel luogo della strage e di riesumare i corpi dalla fossa comune che loro stessi avevano scavato e ricoperto per i propri compagni e amici: furono riportati alla luce 61 cadaveri. Alle vittime si può aggiungere un contadino ucciso dieci giorni prima dell'eccidio, poiché tentò la fuga dinanzi ai tedeschi, e un giovane di 23 anni che morì quattro anni dopo per le gravi ferite riportate durante il rastrellamento, per un totale di 63 vittime.

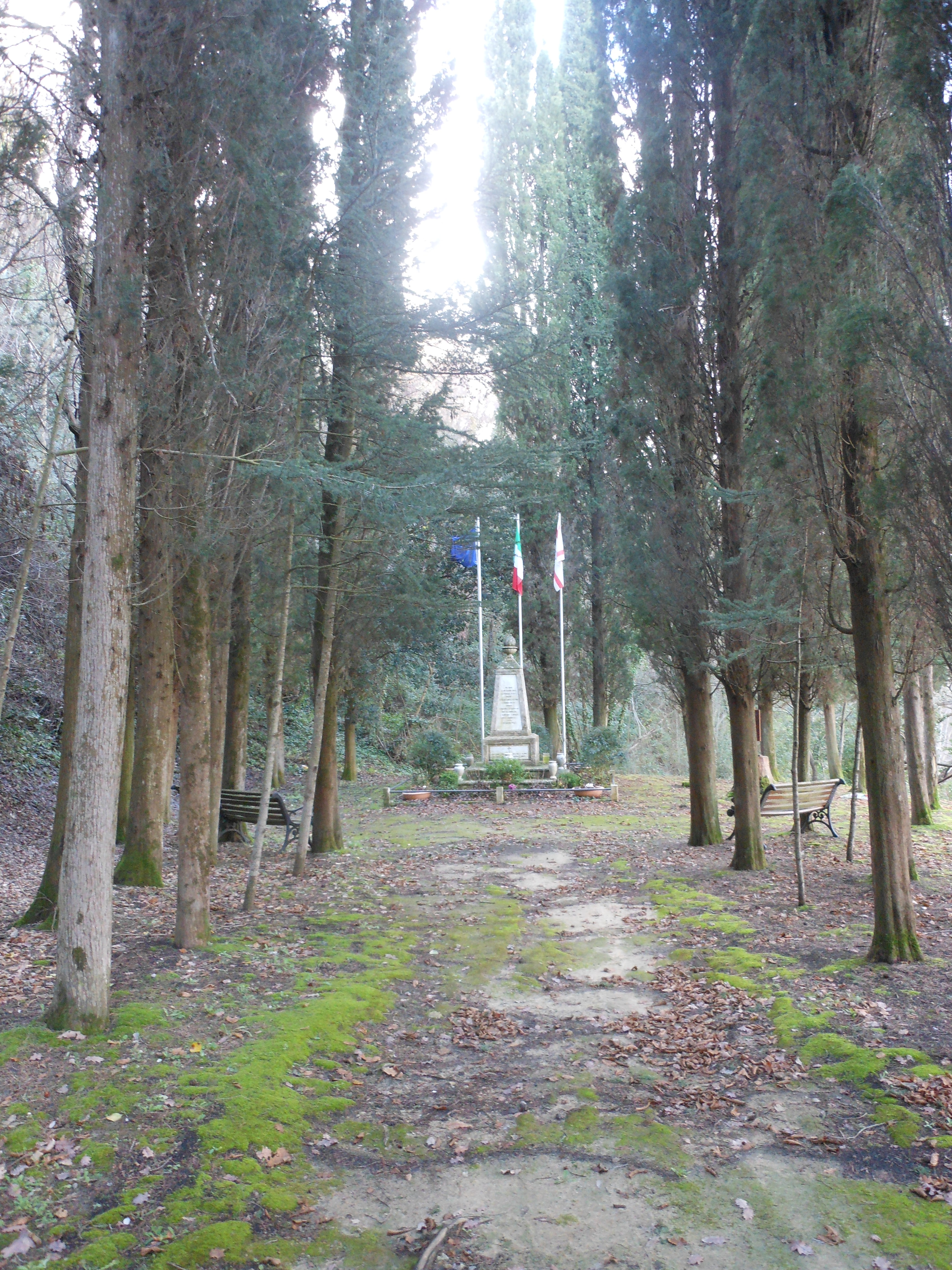
Monumento ai caduti dell'Eccidio di Guardistallo

## Incontro fortuito o errore di un partigiano?

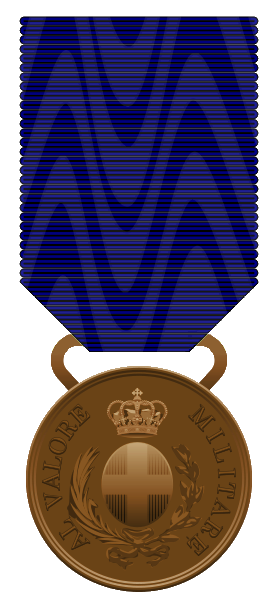
Medaglia di bronzo al valor militare

Dieci giorni prima del massacro a Guardistallo, il 19 giugno 1944, i Tedeschi circondarono il paese piazzando mitragliatrici alle vie principali e non lasciavano passare le persone. Alcuni soldati tedeschi perquisirono le case del paese, saccheggiandone i valori. Mentre le perquisizioni all'interno delle case continuavano, il parroco del paese, Don Mazzetto Rafanelli, udì le grida e i pianti di alcune donne, che chiedevano ad un gruppo di tedeschi di lasciare andare i propri figli o mariti. Il parroco si interessò alla vicenda e decise di andare a trovare il comandante tedesco per conoscere le cause dell'arresto.
L'argomento del colloquio è che secondo i tedeschi, nel paese, si sono verificati atti intimidatori e atteggiamenti ostili nei loro confronti, da parte di alcuni partigiani, mentre Don Mazzetto, oltre ad essere accusato di favoreggiare i partigiani, sosteneva di conoscere di persona quei civili catturati e che erano soltanto padri di famiglia e contadini. Si arrivò dunque ad un compromesso, che prevedeva una ritirata tranquilla da parte dei tedeschi e la libertà ai civili di Guardistallo, senza perquisizioni o atti violenti. Se il patto fosse stato infranto a pagarne le spese sarebbe stato il parroco Don Mazzetto. Gli arrestati erano dunque liberi di tornare nelle proprie case.
A settant'anni dall'eccidio infatti non si sono ancora spente le polemiche degli abitanti del paese riguardo al comportamento dei partigiani. Alla prima commemorazione dell'eccidio, il 29 giugno 1945, le mogli e le madri dei civili uccisi accusarono i partigiani superstiti di aver causato loro la strage e di aver lasciato il paese indifeso, infrangendo così il patto tra Don Mazzetto e il comandante tedesco. I partigiani invece continuano ad affermare la casualità dello scontro con le truppe tedesche.

## Riconoscimenti
A Guardistallo, nel 1996, è stata assegnata la Medaglia di Bronzo al Valor Militare.
Medaglia di Bronzo Valor Civile